# 王順德 (洪武進士)
王順徳，浙江新城人，明朝政治人物、進士出身。

## 生平
洪武十八年，登進士，官至光禄寺卿。